# Gift med maffian
Gift med maffian (eng. Married to the Mob) är en amerikansk långfilm från 1988, i regi av Jonathan Demme. Den har Michelle Pfeiffer, Matthew Modine och Dean Stockwell i ledande roller.

## Handling
Angela de Marco (Michelle Pfeiffer) är fru till Frank "The Cucumber" de Marco (Alec Baldwin), en karriärklättrare inom maffian. Frank blir våldsamt dödad av sin maffiaboss, Tony "The Tiger" Russo (Dean Stockwell), efter att ha blivit påkommen med dennes älskarinna Karen (Nancy Travis). Angela vill fly från maffian med sin son, men Tony försöker ragga upp henne på Franks begravning. Detta leder till att FBI-agenterna Mike Downey (Matthew Modine) och Ed Benitez (Oliver Platt) tror att hon är mycket mer inblandad än vad hon faktiskt är. Det leder också till att Tonys hårda fru Connie (Mercedes Ruehl) tror att Angela vill stjäla hennes man. Det blir ytterligare förvecklingar när agent Downey går undercover och i samband med detta förälskar sig i Angela.

## Rollista
| Michelle Pfeiffer | – Angela de Marco                |
| Matthew Modine    | – Agent Michael "Mike" Downey    |
| Dean Stockwell    | – Anthony "Tony the Tiger" Russo |
| Mercedes Ruehl    | – Connie Russo                   |
| Alec Baldwin      | – Frank "The Cucumber" de Marco  |
| Joan Cusack       | – Rose                           |
| Ellen Foley       | – Theresa                        |
| O-Lan Jones       | – Phyllis                        |
| Oliver Platt      | – Agent Edward "Ed" Benitez      |
| Nancy Travis      | – Karen Lutnick                  |
| Tracey Walter     | – Mr. Chicken Lickin'            |
| Chris Isaak       | – The Clown                      |

## Utmärkelser

### Nomineringar
- Oscar: Bästa manliga biroll (Dean Stockwell)
- Golden Globe: Bästa kvinnliga skådespelare - Film Komedi/Musikal (Michelle Pfeiffer)